# Frog Feast
Frog Feast ist ein Actionspiel, welches ab dem Jahre 2005 für diverse ältere Heimcomputer und Spielkonsolen veröffentlicht wurde. Es entstammt der Homebrew-Szene.

## Spielprinzip
Beim Spiel geht es darum, dass der Spieler einen Frosch steuert. Dieser teilt sich einen Tümpel mit einem Artgenossen. Es müssen möglichst viele Mücken gefressen werden, die Höhe und Weite des Sprungs kann man selbst beeinflussen. Nach Ablauf der Zeit gewinnt der Frosch mit den höchsten Highscore.
Das Spielprinzip gleicht dem Klassiker Frog Bog (auch Frogs and Flies), welches 1982 zuerst für das Intellivision und später auch Atari 2600 erschien.

## Kritiken
Das Projekt wurde von der Szene eher kritisch aufgenommen. Die einfache technische Umsetzung wurde bemängelt, zuweilen wurde sogar der Entwickler beleidigt. Der relativ hohe Preis war auch ein Kritikpunkt.